# رشته‌کوه کایکورا

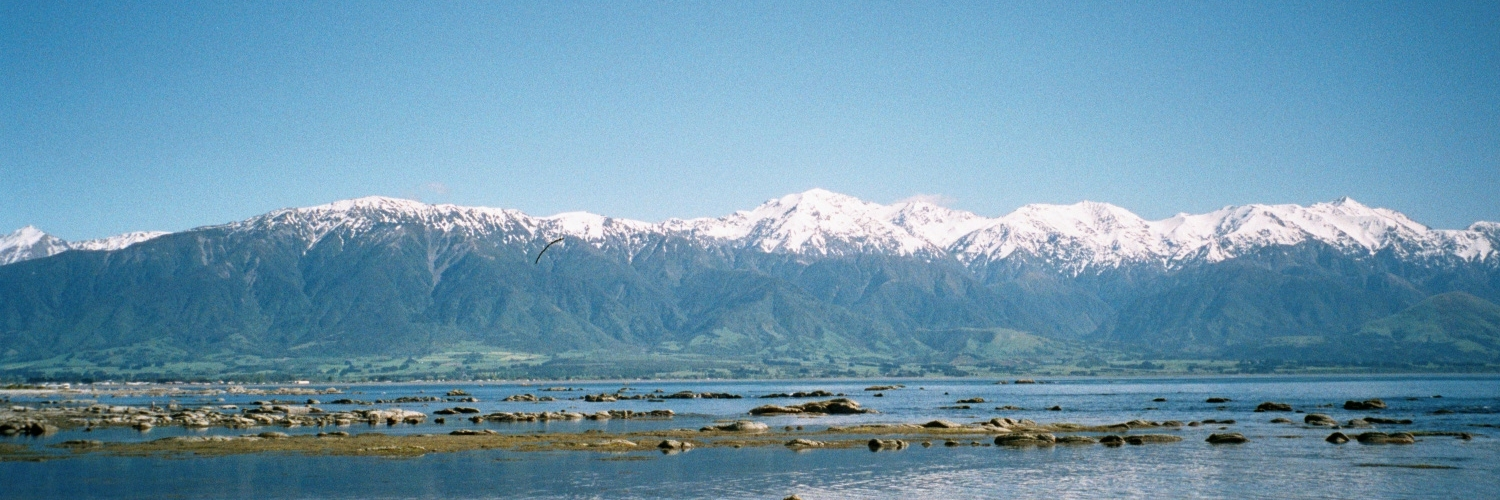
رشته‌کوه کایکورا

رشته‌کوه کایکورا (به انگلیسی: Kaikōura Ranges) دو رشته کوه موازی در امتداد گسل کوهستانی که در شمال شرقی جزیره جنوبی نیوزیلند واقع شده‌است. این دو محدوده از فاصله بسیار زیادی، از جمله از ساحل جنوبی جزیره شمالی قابل مشاهده است.

## توضیحات
رشته‌کوه در امتداد سیستم گسل ماربرو نیوزلند می‌تواند شمالی‌ترین گسترش آلپ جنوبی در جزیره جنوبی باشد. کوه‌های لوکر-آن، که توسط کاپیتان جیمز کوک کشف شده‌اند، نام خود را از شهر کایکورا در انتهای جنوبی محدوده شرقی تر، کایکورا به سوی دریا گرفته‌اند. این محدوده مستقیماً (و تسلط آن) از ساحل به سمت شمالی شهر بالا می‌رود و با ۲٬۶۰۸ متر (۸٬۵۵۶ فوت) کوه ماناکائو به بالاترین نقطه خود می‌رسد.

## پوشش گیاهی

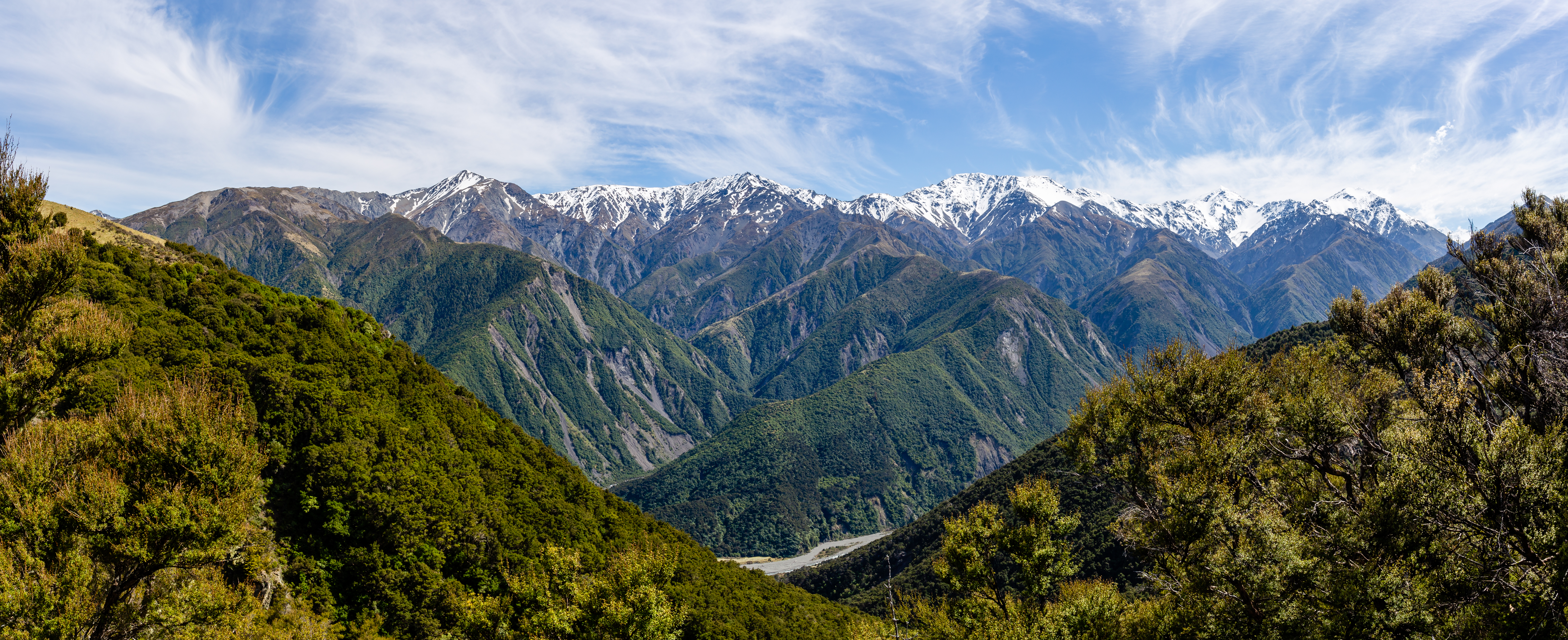
رشته‌کوه کایکورا

این کوه‌ها با سرزمین‌های علف‌های ضخیم، مزارع جنگلی و مناطق وسیعی از سنگریزه مشخص می‌شوند، در حالی که جنگل‌های دشت عمدتاً پاکسازی شده‌اند. محدوده اسپنسر به سمت جنوب دارای یک پوشش جنگلی دست نخورده تر است.

## جانوران
این محدوده شامل منطقه پرندگان مهم دره کویوای و پرندگان دریایی است.